# Planta actinorrícica

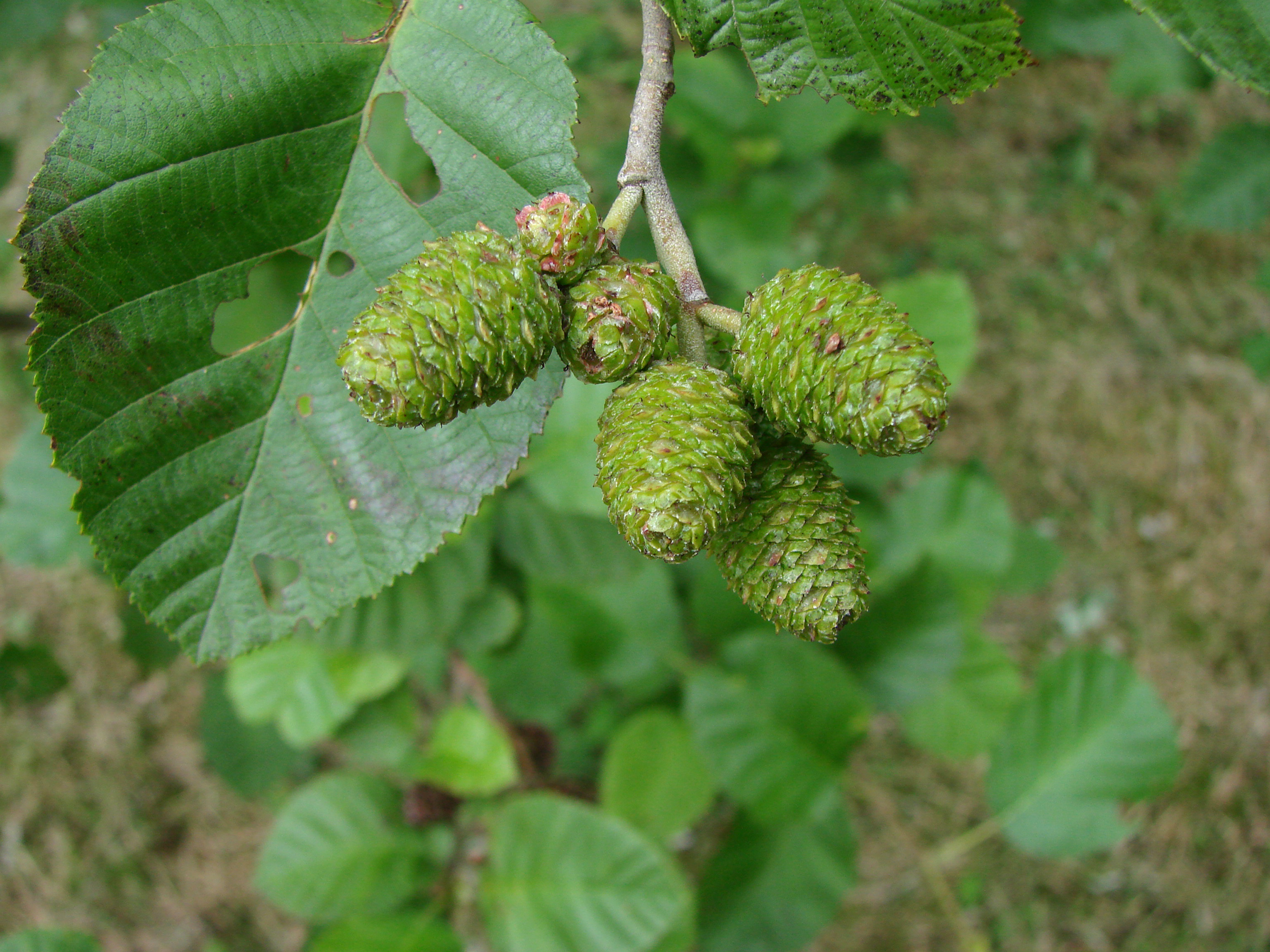
Fruto (no maduro) de Alnus incana.

Las plantas actinorrícicas son angiospermas que se caracterizan por su capacidad de formar nódulos fijadores de nitrógeno en simbiosis con bacterias filamentosas del género Frankia. 

## Los nódulos fijadores de nitrógeno
La falta de nitrógeno propicia la formación de nódulos tal como ocurre en las Leguminosas fijadoras de nitrógeno. El modo de infección depende de la especie vegetal, y son de dos tipos : 
- El modo de infección intracelular es característico de las Casuarinaceae o los alisos; empieza por la deformación de los pelos absorbentes. A continuación Frankia penetra al interior de uno de ellos, y se forma un órgano simbiótico primitivo, el prenódulo que se llena de filamentos de Frankia y es capaz de fijar nitrógeno.

- El segundo tipo de infección que ocurre en Discaria es intercelular, es decir que los filamentos de Frankia penetran entre células epidérmicas. Las bacterias penetran luego al interior de las células del córtex, volviéndose intracelular, pero no se forma un prenódulo.

En ambos casos la infección produce divisiones celulares a nivel del periciclo, donde se forma un órgano nuevo de organización similar a la de una raíz lateral, el nódulo actinorícico. Filamentos de Frankia procedentes del prenódulo o del sitio de infección colonizan algunas células del córtex del nódulo, éstas crecen y se llenan de Frankia. El crecimiento de los nódulos es indeterminado, el meristemo apical produce continuamente nuevas células que progresivamente se diferencian y se llenan de Frankia. Los nódulos también se ramifican, formando estructuras esféricas que pueden llegar al tamaño de una pelota de fútbol.
Poca información existe en cuanto a los mecanismos de esta interacción simbiótica. No se ha descubierto aún el equivalente de los factores NOD de los rizobios. En los nódulos actinorícicos se expresan genes similares a los de los nódulos de las leguminosas (como los de hemoglobina y otras nodulinas). La imposibilidad de transformar genéticamente Frankia y el hecho que las plantas actinorícicas sean árboles en su mayoría ha dificultado mucho su estudio. Sin embargo con la obtención reciente del genoma de 3 cepas de Frankia y el desarrollo de técnicas de ARN interferente y Transcriptoma en Casuarina se espera una mejor comprensión de esta simbiosis en los próximos años.

## Clasificación y origen evolutivo
Las especies actinorícicas pertenecen a tres órdenes (Fagales, Cucurbitales, Rosales), ocho familias y 24 géneros de angiospermas. La habilidad de formar nódulos con Frankia es un carácter polifilético, que probablemente se desarrolló varias veces de manera independiente durante la evolución. Sin embargo las plantas actinorícicas y las leguminosas -el otro grupo de plantas capaces de formar nódulos simbióticos asociándose con rizobios- poseen un ancestro común relativamente cercano, lo que se traduce en numerosas semejanzas entre los dos sistemas. Al menos parte del programa genético que rige ambas simbiosis provendría de las simbiosis micorrícicas que desarrollan la mayoría de plantas y que se originó mucho antes, hace 400 millones de años. Se cree que una predisposición simbiótica apareció hace como 65 millones de años en el ancestro de ambos grupos, probablemente a partir de elementos de las simbiosis micorrícicas, mucho más comunes y antiguas.

## Ecología y distribución
Las plantas actinorícicas son árboles y arbustos, salvo el género Datisca. Se encuentran en todos los continentes excepto en la Antártida. Suelen ser plantas pioneras, capaces gracias a la fijación de nitrógeno de crecer en suelos recientes o pobres como depósitos volcánicos, morrenas o dunas de arena. Especies comunes en regiones templadas incluyen los alisos (Alnus) , la faya (Myrica), y especies de los géneros Dryas, Chamaebatia, Coriaria y Elaeagnus, este último produce frutos comestibles.
En zonas tropicales las casuarinas son árboles comúnmente sembrados apreciados por su robustez y su crecimiento rápido. En algunos lugares llegan a ser especies invasivas como Casuarina glauca en Florida.

## Usos
Algunas especies de Elaeagnus o Hippophae como el espino cerval de mar producen bayas comestibles.
Las casuarinas se usan en países tropicales para proteger cultivos del viento, en agroforestería y para rehabilitar suelos dañados.